# 柏崎 (能)
『柏崎』（かしわざき）とは、能の曲目のひとつ。四番目物、狂女物に分類される。

## 登場人物
- シテ - 柏崎某の妻
- 子方 - 花若
- ワキ - 柏崎の家来小太郎
- ワキツレ - 善光寺住僧

## あらすじ
【前場】越後国に住む柏崎某とその子息の花若は、訴訟のために鎌倉に滞在していたが、急な病で柏崎が亡くなり、また、それを嘆いた花若は出家遁世してしまったので、柏崎と花若の供をしていた家来の小太郎は、そのことを柏崎の妻に知らせるため越後に戻って来た。
さめざめと泣く小太郎から悲報を聞いた柏崎の妻は、夫が最期まで妻である自分の事を気にかけてくれていたのを知り、夫の形見を見ながらあふれ出る涙を抑える事ができなかった。小太郎が花若から預かった手紙を柏崎の妻に渡すと、そこには父を失くした子の苦悩と、それを機に出家に至った花若の心情と母への気遣いが綴られている。母は花若が出家した心情に理解を示しつつも、恨めしくも思われ、また同時にわが子の無事を神仏に祈らずにはいられなかった。
【後場】花若は信濃国の善光寺を頼り、そこの住僧と子弟の契りを結んだ。住僧は毎日、善光寺の如来堂に花若を連れて参拝していた。
一方柏崎の妻（花若の母）は、人目も憚らぬみずぼらしい姿となって、狂ったように夫や子のためにとの思いで善光寺へ向かっていた。善光寺の阿弥陀如来に死別した夫を導いてもらいたいとの思いであった。住僧は、物狂いの様子の柏崎の妻が如来堂に入ってくるのを見て、そこから出て行くように告げる。
柏崎の妻は、「極悪人でも阿弥陀如来の御誓いによって救われるのではないのですか、この如来堂の内陣こそは極楽浄土も同然の場所であるのに、ここに女人は参れないというのは阿弥陀如来が仰せられた事ですか」と住僧に問う。そして如来堂の阿弥陀如来に夫の形見である烏帽子と直垂を捧げ、哀しみを忘れると同時に夫の後生善所を祈りたいと願う。さらに形見の烏帽子直垂を着て生前の夫の様子を懐かしく思い出し、阿弥陀如来を讃えて舞うのであった。
やがて住僧が涙しながら花若を見せて「この子こそがあなたの子どもですよ」と言う。花若の母はそれを聞いて、堪えられない程の嬉しさである。お互いにあれがそうかと思いながらも母は狂人のようであり、花若は出家姿だったのですぐには二人ともわからず、しかしよく見れば間違いなく母と子の姿であった。親子にとってここで互いに出逢えたことは、まことに嬉しいことであった。

## 解説

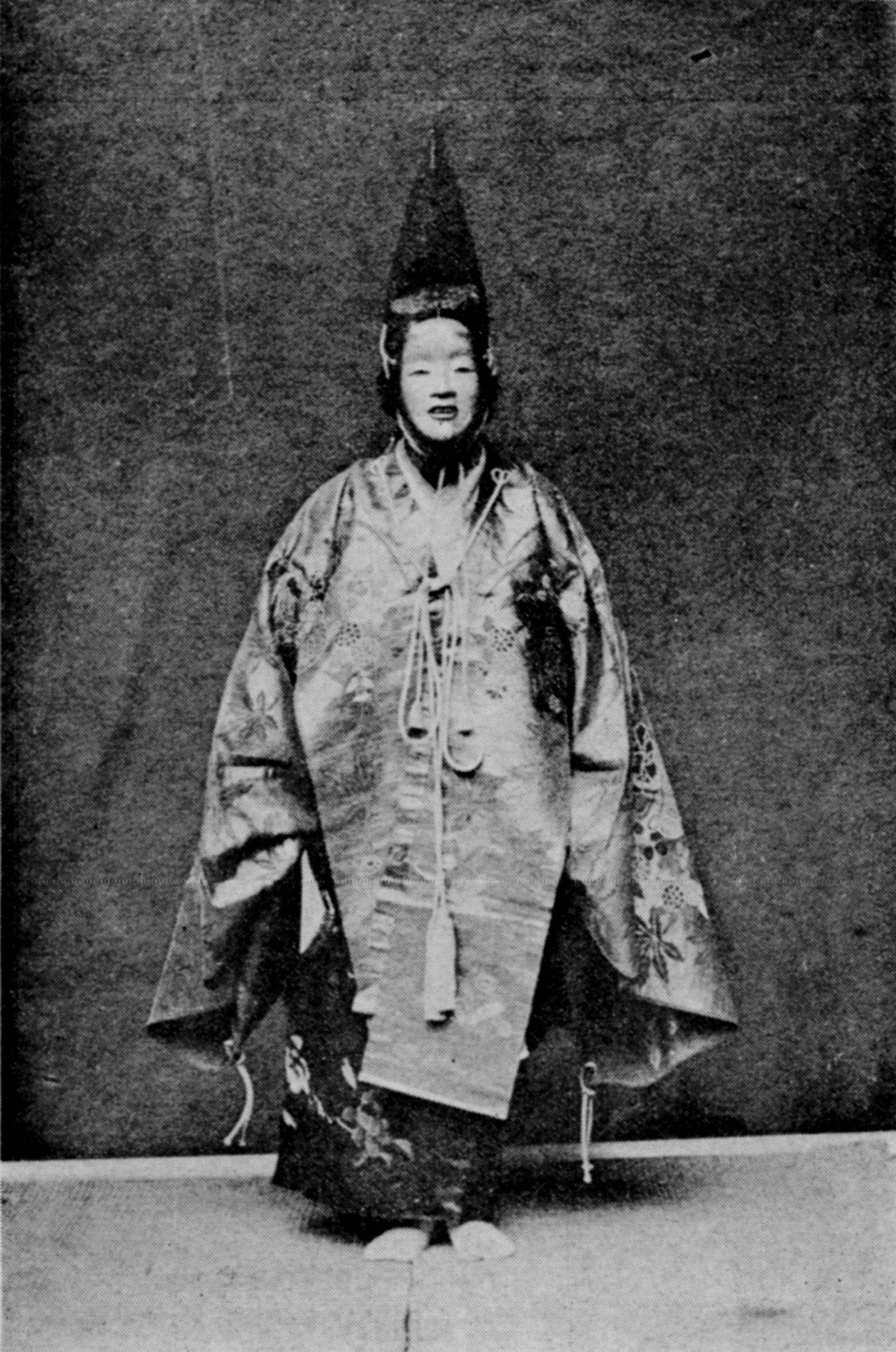
能『柏崎』、後シテ（柏崎の妻）の姿。櫻間伴馬。

本曲の典拠については不明である。全くの創作か、あるいは当時の越後柏崎にまつわる話をもとにしたのか明らかではない。夫と死別し、我が子とも別れ物狂いとなるも子と再会する女の話であり、また烏帽子に長絹（直垂）という男装で舞うところは、同じ四番目物の『百万』に似通うところもあるが、本曲は家来小太郎と柏崎の妻とのやり取りを「前場」とし、「後場」は善光寺を舞台とする複式能となっている。
シテ（柏崎の妻）の前場の姿は唐織着流し、中入して後場では水衣を着た姿で笹を持って出る。さらに舞台上で烏帽子長絹に着替えて舞う。面は深井。小書に「思出之舞」などがある。
『申楽談儀』に「鵜飼、柏崎などは榎並の左衛門五郎作也。悪き所をば除き、よきことを入れられければ、皆、世子の作なるべし」とあり、もとは摂津猿楽の榎並左衛門五郎の作だが、世阿弥によって改作され、善光寺の浄土信仰や仮の世という世界観に立脚した作品になっている。
原作では、後半の仏教の宗教的な教えの部分が無く、夫との死別や子どもとの離別から、そのまま再会へとつながる人情物として描かれていたが、世阿弥によって、宗教的な世界観や複雑な深い心理を描いた作品へと変わっている。その加えられた部分のなかには、世阿弥自作の『土車』から一部がそのまま移されている。またそのことから、世阿弥の関心が『土車』のような男物狂物から、『班女』のような狂女物へと移っていく過程としても注目される。
なお奈良県生駒市の宝山寺に世阿弥の自筆本が現存しているが、現行で演じられているものとは詞章や演出に相違がある。